# Proussy
Proussy település Franciaországban, Calvados megyében. Lakosainak száma 392 fő (2018. január 1.). Proussy Clécy, Condé-sur-Noireau, Pontécoulant, Saint-Denis-de-Méré, Saint-Germain-du-Crioult, La Villette, Condé-en-Normandie és Saint-Pierre-la-Vieille községekkel határos.

## Népesség
A település népességének változása:
| Lakosok száma | 376  | 384  | 358  | 343  | 353  | 417  | 406  | 399  | 398  | 392  |
|               | 1962 | 1968 | 1982 | 1990 | 1999 | 2008 | 2011 | 2013 | 2017 | 2018 |